# Caesalpinia pulcherrima
Bigotillo (Caesalpinia pulcherrima) o Ponciana enana pertenece al género Caesalpinia es endémica de los trópicos de América. Este arbusto crece hasta 3 m de altura y sus flores crecen a manera de racimos con pétalos de color amarillo. En México tiene mayor presencia en las ambientes húmedo tropicales. Es muy común en República Dominicana y en Colombia se conoce como Clavellino. Se utiliza principalmente con fines medicinales.

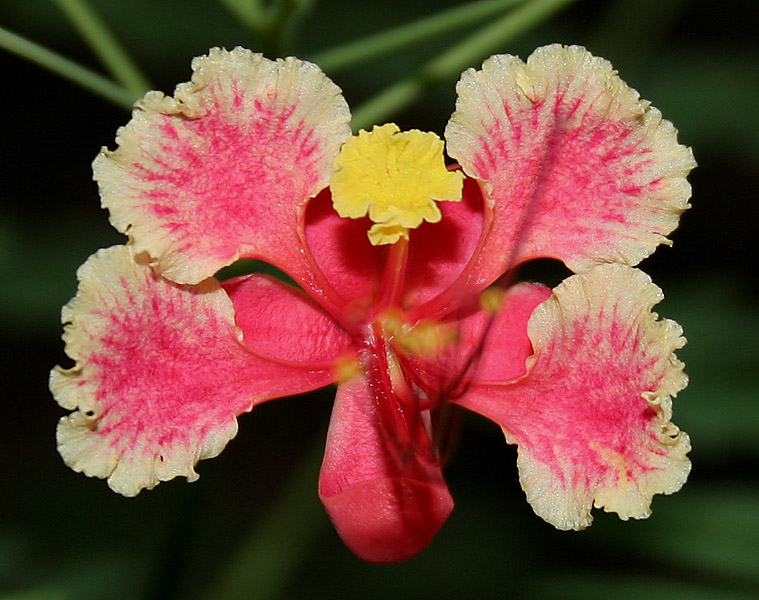
Detalle de la flor

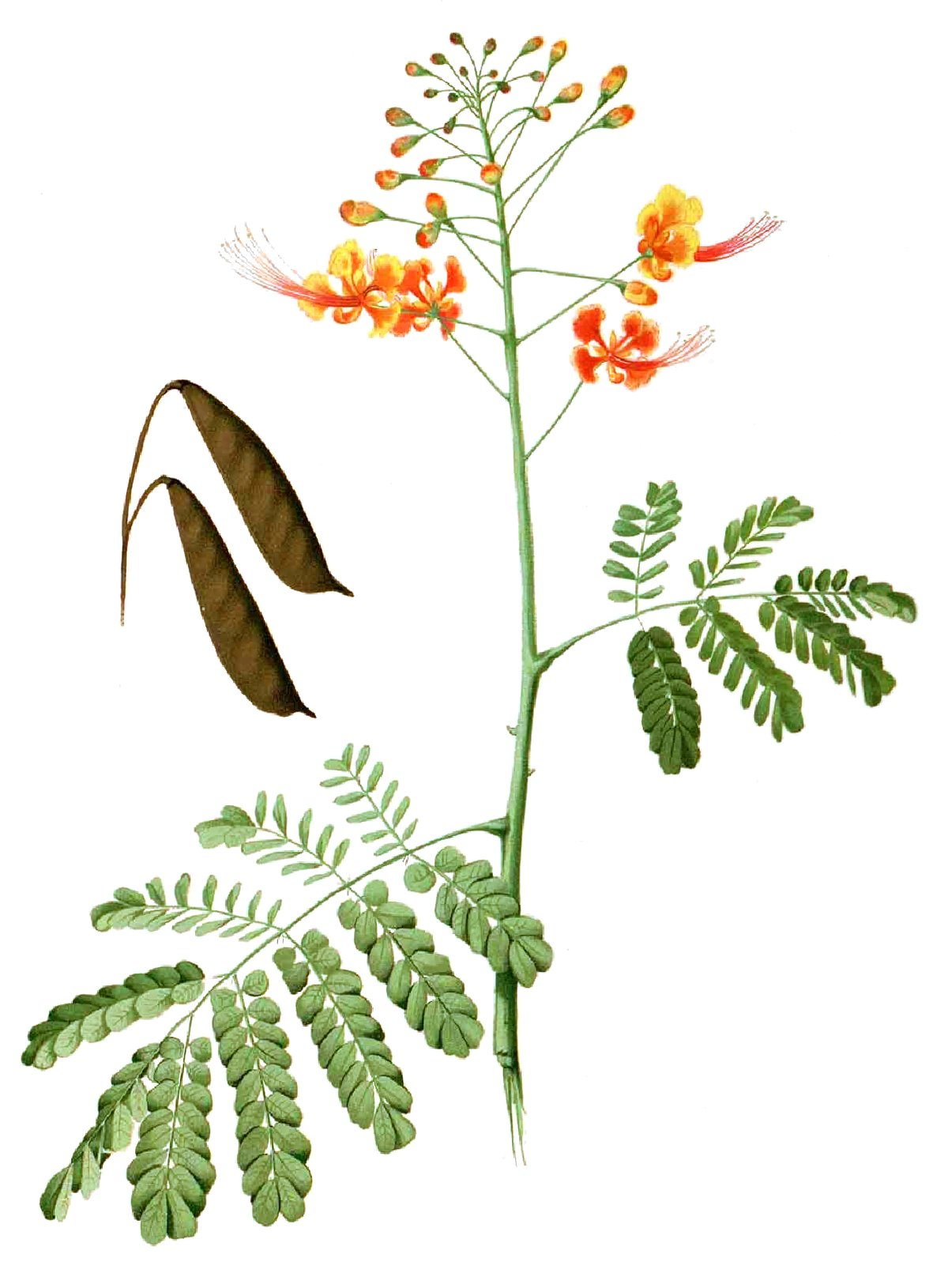
Ilustración

## Descripción
Caesalpinia pulcherrima es un arbusto o pequeño árbol de 3 m de altura. Las hojas son bipinnadas, 2 a 4 dm de largo, con 3-10 pares de pinnas, con 6-10 pares de folíolos de 15 a 25 mm de long. y 10-15 mm de ancho. Flores en racimos de 2 dm de largo, cada flor con 5 pétalos amarillos, anaranjados o rojos. Fruto legumbre de 6 a 12 cm de largo.
Es una llamativa planta ornamental, muy cultivada en jardines tropicales. Es la "Flor Nacional" de la isla caribeña de Barbados.
En la India se la halla en los bosques tropicales lluviosos. Con su bella inflorescencia amarilla, roja y anaranjada, se la llama "Ratnagundhi" coloquialmente.

## Distribución
Se encuentra prácticamente en toda América tropical. En México se encuentra en la mayor parte del territorio nacional, pero tiene más presencia del centro al sureste y a la península de Yucatán.

## Cultivo
Requiere zona cálida y buena exposición soleada, no siendo muy exigente. Se usa de forma aislada o en grupos. Con podas se lo va formando como arbolito.

## Uso medicinal
Los chamanes del Amazonas lo han usado tradicionalmente; conocida como ayoowiri. 

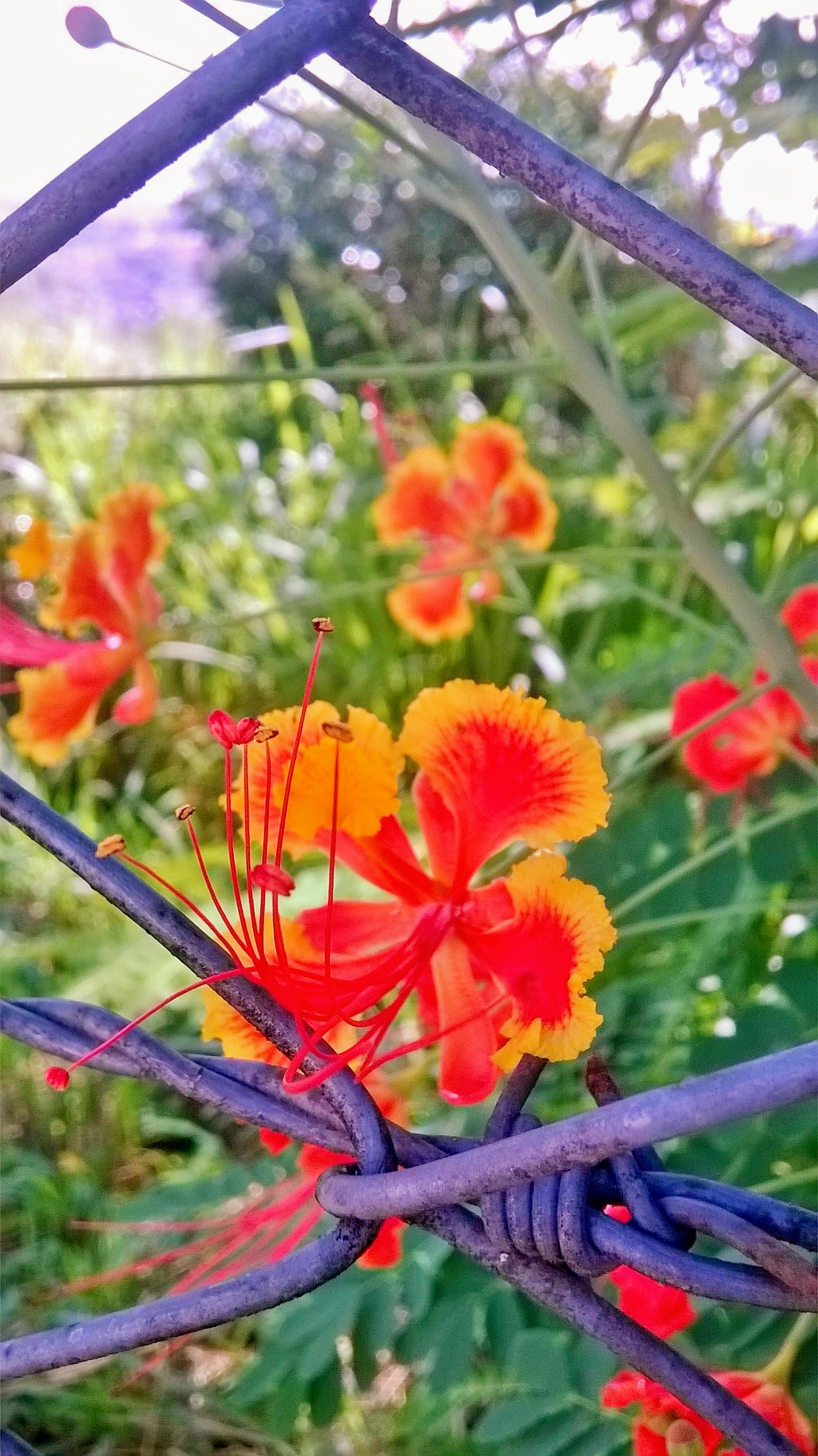
Flor del clavellino (Caesalpinia pulcherrima), Colombia

El jugo de sus hojas cura la fiebre, el jugo de la flor se usa para dolores, y las semillas para tos, dificultades respiratorias, y dolor de pecho. 4 g de la raíz induce al aborto en el primer trimestre de embarazo

## Taxonomía
Caesalpinia pulcherrima fue descrita por (Linneo) Sw. y publicado en Observationes botanicae 166. 1791.
Etimología
Caesalpinia: nombre genérico otorgado en honor de Andrea Cesalpino (1524-1603), botánico, filósofo italiano; 
pulcherrima: epíteto latín de pulcherrimus-a-um = "hermosísimo, muy hermoso", por sus llamativas flores.
Sinonimia
- Caesalpinia pulcherrima var. flava Bailey & Rehder
- Poinciana bijuga Lour.
- Poinciana bijuga Burm. f.
- Poinciana pulcherrima L.[7]
- Poinciana elata Lour.[8]

## Nombres comunes
- Poinciana, pequeño flamboyant, clavellina, pájaro rojo del Paraíso, chivato de jardín, tabachín, Tzin'Kin, "Chivatillo".
- flor de Nochebuena, flor de Pascua, guacamaya de Cuba, paño de Holanda, ramo de Pascua, virundera del Perú.[9]